# کمی ترش، کمی شیرین
کمی ترش، کمی شیرین (به هندی: Kuch Khatti Kuch Meethi) یا گاهی ترش، گاهی شیرین فیلمی محصول سال ۲۰۰۱ و به کارگردانی راهول راول است. در این فیلم بازیگرانی همچون سونیل شتی، کاجول، ریشی کاپور، راتی آگنیهوتری، پوجا باترا ایفای نقش کرده‌اند.این فیلم بازسازی نسخه ای از سینمای هالیوود است.